# Triftern
Triftern är en köping (Markt) i Landkreis Rottal-Inn i Regierungsbezirk Niederbayern i förbundslandet Bayern i Tyskland.